# Hrizotriklin
Hrizotriklin (srednjeveškogrško Χρυσοτρίκλινος, latinizirano: Chrysotriklinos, dob. 'zlata sprejemna dvorana', prim. triclinium) je bila glavna sprejemna in slavnostna dvorana Velike konstantinopelske palače od njene izgradnje v poznem 6. stoletju do 10. stoletja. Njen videz je znan le po literarnih opisih, predvsem v delu De Ceremoniis (dob. O svečanostih) iz 10. stoletja, zbirki cesarskih ceremonij, vendar je kot glavni simbol cesarske moči navdihnila gradnjo Palatinske kapele Karla Velikega v Aachnu.

## Zgodovina in funkcije
Dvorano običajno pripisujejo cesarju Justinu II. (vladal 565–578), njegov naslednik Tiberij II. (vladal 578–582) pa jo je dokončal in okrasil. Vendar pa bizantinski viri predstavljajo nasprotujoča si poročila: enciklopedija Suda pripisuje stavbo Justinu I. (vladal 518–527), carigrajsko patrio pa cesarju Marcijanu (vladal 450–457), čeprav je slednje običajno zavrnjeno kot nezanesljivo. Zgodovinar Joannes Zonaras zapisuje, da je Justin II. dejansko rekonstruiral prejšnjo stavbo, za katero se domneva, da je Heptakonhova dvorana Justinijana I. (vladal 527–565).
Po bizantinskem ikonoklazmu je bila ponovno olepšana pod cesarjema Mihaelom III. (vladal 842–867) in Bazilijem I. (vladal 866–886). V nasprotju s prejšnjimi enonamenskimi stavbami krila Daphne Velike palače je združevalo funkcije prestolne sobe za sprejeme in avdience s funkcijami banketne dvorane. Theophanes Continuatus navaja, da je Konstantin III. namestil srebrna vrata. Ker so ji bile prizidane tudi poznejše cesarske dvorane, je dvorana dobila osrednji položaj v vsakdanjem palačnem obredu, zlasti v 9. in 10. stoletju, do te mere, da jo Konstantin VII. Porfirogenet (vladal 945–959) imenuje preprosto palača. Zlasti po De Ceremoniis je Hrisztriklin služil za sprejem tujih veleposlaništev, obredno podelitev dostojanstev, kot zbirališče za verske praznike in banketno dvorano za posebne praznike, kot je Velika noč.
Hrizotriklin je tako postal osrednji del nove palače Bukoleon, ki je nastala, ko je cesar Nikefor II. Fokas (vladal 963–969) z obzidjem zagradil južni, proti morju obrnjeni del Velike palače. Od poznega 11. stoletja pa so bizantinski cesarji za svojo rezidenco začeli uporabljati palačo Blaherne v severozahodnem kotu mesta. Latinski cesarji (1204–1261) so v glavnem uporabljali Bukoleon, nekaj časa po vrnitvi mesta leta 1261 pa je to storil tudi Mihael VIII. Paleolog (vladal 1259–1282), medtem ko so obnavljali palačo Blaherne. Kasneje je bila Velika palača redko uporabljena in je postopoma propadla. Hrizotriklin se zadnjič omenja leta 1308, čeprav so impresivne ruševine Velike palače ostale še vedno na svojem mestu do konca bizantinskega cesarstva.

## Opis
Kljub njegovi pomembnosti in pogosti omembi v bizantinskih besedilih ni nikoli podan noben popoln opis Hrizotriklina. Iz razdrobljenih literarnih dokazov se zdi, da je bila dvorana osmerokotne oblike, okronana s kupolo, ki je bila vzporedna z drugimi stavbami iz 6. stoletja, kot sta cerkev Sergija in Bakha v Konstantinoplu in bazilika San Vitale v Raveni. Streho je preluknjalo 16 oken in podpiralo 8 lokov, ki so tvorili kamarai (apside ali niše). Karel Veliki je kasneje zavestno posnemal obliko in splošne poteze Hrizotriklina pri gradnji Palatinske kapele v palači v Aachnu, čeprav je bil Sveti Vitale, ki je znotraj njegovega kraljestva, neposreden arhitekturni model.
V njeni notranjosti je bil cesarski prestol postavljen na vzhodno apsido (bema), za bronasto ograjo. Severovzhodna apsida je bila znana kot oratorij sv. Teodorja. Vsebovala je cesarjevo krono in številne svete relikvije, vključno z Mojzesovo palico, služila pa je tudi kot garderoba za cesarja. Južna apsida je vodila v cesarsko spalnico (koitōn) skozi srebrna vrata, ki jih je postavil cesar Konstantin VII. Severna apsida je bila znana kot Panteon, čakalnica za uradnike, medtem ko je severozahodna apsida, Diaitarikion, služila kot oskrbnikova soba in tam so papije palače odložile njegove ključe, simbol njegove pisarne, po slovesni otvoritvi dvorane vsako jutro. Glavno dvorano Hrizotriklina so obdajale številne priloge in dvorane: preddverje, znano kot Tripeton, Horologion (tako imenovan, ker je verjetno vseboval sončno uro), dvorana Kainourgion ('Nova [dvorana]') in dvorane Lausiakos in Justinianos, obe pripisani Justinijanu II. (vladal 685–695 in 705–711). V bližini, na jugu ali jugovzhodu, je bila tudi glavna kapela Matere Božje s Farosa.
Nič ni znanega o prvotni dekoraciji dvorane iz 6. stoletja. Najverjetneje je obstajala podoba ustoličenega Kristusa, ki bi bila uničena okoli leta 730, v dobi bizantinskega ikonoklazma. Nekje med letoma 856 in 866, potem ko so ikonoklasti padli z oblasti, je bila dvorana preurejena z mozaiki v monumentalnem slogu.
Znanje o dekoraciji iz 9. stoletja poleg De Ceremoniis izhaja iz napisa, ki je bil najden v dvorani in prepisan v Grški antologiji 1.106. Ciril Mango je napis datiral med letoma 856 in 866 zaradi dejstva, da niti cesarica Teodora II. (vladala 842–56; izgnana leta 856) niti Bazilij I. (kronan za socesarja leta 866 in vladal sam od 867 do 886) nista omenjena. Napis opisuje zmagoslavje pravoslavja nad ikonoklazmom in dekoracijo sobe. Besedilo opisuje, kako je bila nad cesarskim prestolom podoba Kristusa na prestolu, medtem ko je podoba nad vhodom upodabljala Devico Marijo, v bližini pa sta bili podobi cesarja in patriarha. Kristus je najverjetneje sedel na prestolu z liro, enako podobo, kot jo vidimo na cesarskih kovancih in drugih bizantinskih mozaikih. Cesarja je mogoče identificirati kot Mihaela III., medtem ko je identiteta patriarha negotova; večina učenjakov ga identificira kot Fotija, nekateri pa imajo raje Metodija. Drugje so bili upodobljeni angeli, duhovniki, apostoli in mučenci. Celotna dekoracija naj bi okrepila analogijo med Kristusovim nebeškim dvorom in njegovim bizantinskim dvojnikom na zemlji ter vzporednost med ustoličenim Kristusom in ustoličenim cesarjem, ki je bil njegov predstavnik. Veleposlanik iz poznega 10. stoletja Liutprand Kremonski jo brez oklevanja imenuje za  »najboljšo sobo v palači«. Theophanes Continuatus opisuje zapletene mozaike in okraske, ki posnemajo sveže cvetje in cvetlične motive. Piše tudi o srebrnem antuxu (verjetno karnisi), ki je obkrožal notranjost stavbe, in navaja, da ga je namestil Konstantin VII.
Dodelan sistem okrašenih zaves je bil uporabljen za ločevanje prostorov, ceremonial in usmerjanje gibanja dvorjanov in procesij.
Dvorana je vsebovala dragoceno pohištvo, kot je Pentapyrgion ("Pet stolpov"), omaro, ki jo je postavil cesar Teofil (vladal 829–842), v kateri so bile razstavljene dragocene vaze, krone in drugi dragoceni predmeti. V času cesarskih banketov je imela pozlačeno glavno mizo za trideset visokih dostojanstvenikov ter dve do štiri dodatne mize za po 18 oseb. Občasno je cesar opisan kot lastnik lastne mize, ki je ločena od ostalih. Poln ceremonialni sijaj dvorane je bil rezerviran za posebne priložnosti, kot so banketi za arabske odposlance, opisane v De Ceremoniis: dodatno osvetlitev so zagotovili veliki lestenci, cesarske regalije, relikvije in druge dragocenosti so prinesli iz različnih cerkva in jih razstavili v apsidah, obed pa je spremljala glasba dveh srebrnih in dveh zlatih orgel, postavljenih v verandi, ter korov Hagije Sofije in svetih apostolov.